# Филатов, Алексей Яковлевич
Алексей Яковлевич Филатов (1905—1944) — сержант Рабоче-крестьянской Красной Армии, участник Великой Отечественной войны, Герой Советского Союза (1945).

## Биография
Алексей Филатов родился в 1905 году в селе Никольское (ныне — Свердловский район Орловской области). После окончания начальной школы работал сначала в личном хозяйстве, затем в колхозе. В июле 1941 года Филатов был призван на службу в Рабоче-крестьянскую Красную Армию. С августа того же года — на фронтах Великой Отечественной войны.
К сентябрю 1944 года сержант Алексей Филатов командовал отделением 1-го батальона 471-го стрелкового полка 73-й стрелковой дивизии 29-го стрелкового корпуса 48-й армии 1-го Белорусского фронта. Отличился во время освобождения Польши. 14 сентября 1944 года во время боёв на Ружанском плацдарме Филатов заменил собой выбывшего из строя командира взвода и возглавил штурм двух вражеских траншей, уничтожив около роты немецкой пехоты и продержавшись до подхода основных сил. 16 октября 1944 года Филатов погиб в бою. Похоронен в населённом пункте Цемнево Мазовецкого воеводства Польши.
Указом Президиума Верховного Совета СССР от 24 марта 1945 года за «образцовое выполнение боевых заданий командования на фронте борьбы с немецкими захватчиками и проявленные при этом отвагу и геройство» сержант Алексей Филатов посмертно был удостоен высокого звания Героя Советского Союза. Также был награждён орденами Ленина и Красного Знамени.